# Ypres Salientroute

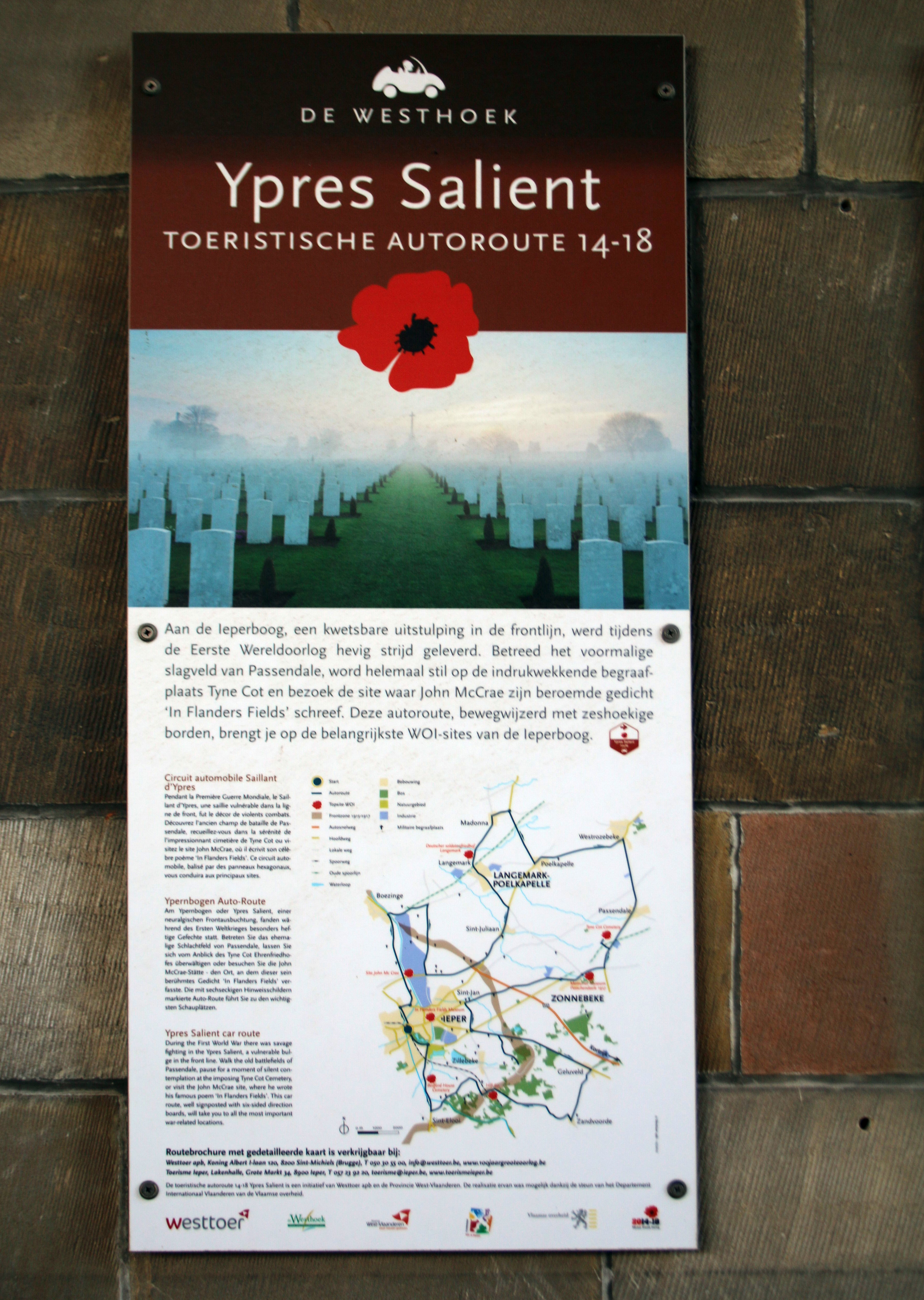

De Ypres Salientroute is een bewegwijzerde toeristische autoroute aan de Ieperboog in de Westhoek in Vlaanderen. De 69,7 km lange route is bewegwijzerd met bruin-witte zeshoekige borden. De route loopt langs Ieper, Zonnebeke, Langemark-Poelkapelle. 
Deze route brengt u langs militaire monumenten en slagvelden uit de Eerste Wereldoorlog, zoals Tyne Cot Cemetery, Hill 60, Langemarck Studentenfriedhof, etc.